# Mada Masr
Mada Masr (arab.: مدى مصر) – niezależna, egipska gazeta internetowa, założona w czerwcu 2013 roku przez byłych dziennikarzy zamkniętego przez cenzurę, anglojęzycznego dziennika Egypt Independent. Redaktor naczelną jest dziennikarka Lina Attalah. Publikuje w języku arabskim i angielskim.
Internetowy debiut Mada Masr miał miejsce 30 czerwca 2013 roku, w dniu rozpoczęcia fali protestów przeciwko egipskiemu rządowi. Trzy dni później doszło w Egipcie do zamachu stanu i przejęcia władzy przez wojsko. W pierwszych dniach istnienia redakcja publikowała tłumaczenie na język angielski deklaracji wojskowej oraz relacje z ogólnokrajowych protestów.
Mada Masr od początku istnienia zajmowała się kontrolowaniem działań władzy i prawami kobiet w Egipcie, co doprowadziło do ostrej reakcji administracji wybranego w 2014 roku, nowego prezydenta, Abda al-Fattah as-Sisiego. 24 maja 2017 roku internetowa witryna gazety została zablokowana. Podobnie, jak 20 innych mediów internetowych, w tym portal telewizji Al-Jazeera, kanały telewizyjne Al-Sharq i Arabi 21, gazetę finansową Al Borsa oraz arabskie wydanie The Huffington Post. Wszystkie te media oskarżono o wspieranie terroryzmu.
Gazeta dostępna jest na całym świecie, oprócz Egiptu. W kraju udostępniana jest nielegalnie, za pomocą tak zwanych stron lustrzanych i połączeń VPN. Uznawana jest przez światowe media za wiarygodne, niezależne od władzy źródło informacji z Egiptu. W 2020 roku Mada Masr została uhonorowana nagrodą Knight International Journalism Award, przyznaną przez International Center for Journalists. W tym samym roku Lina Attalah została jedną ze 100 najbardziej wpływowych ludzi magazynu Time.